# Estebanvela

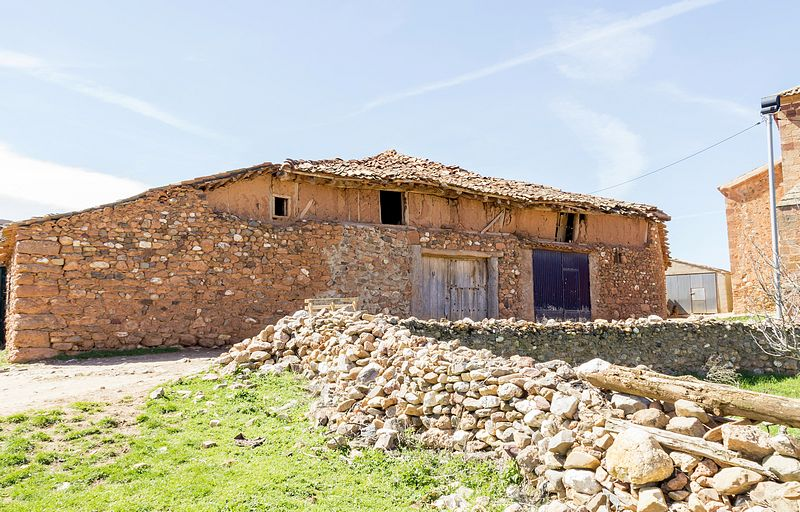
Arquitectura típica

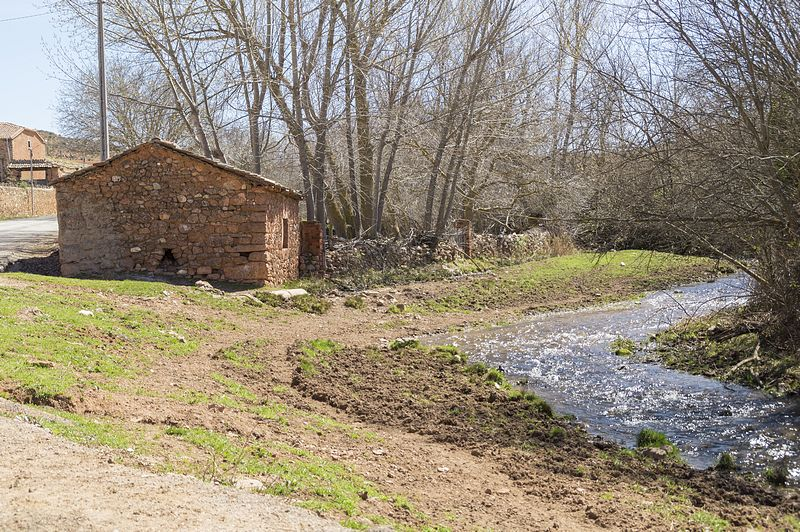
El río Aguisejo

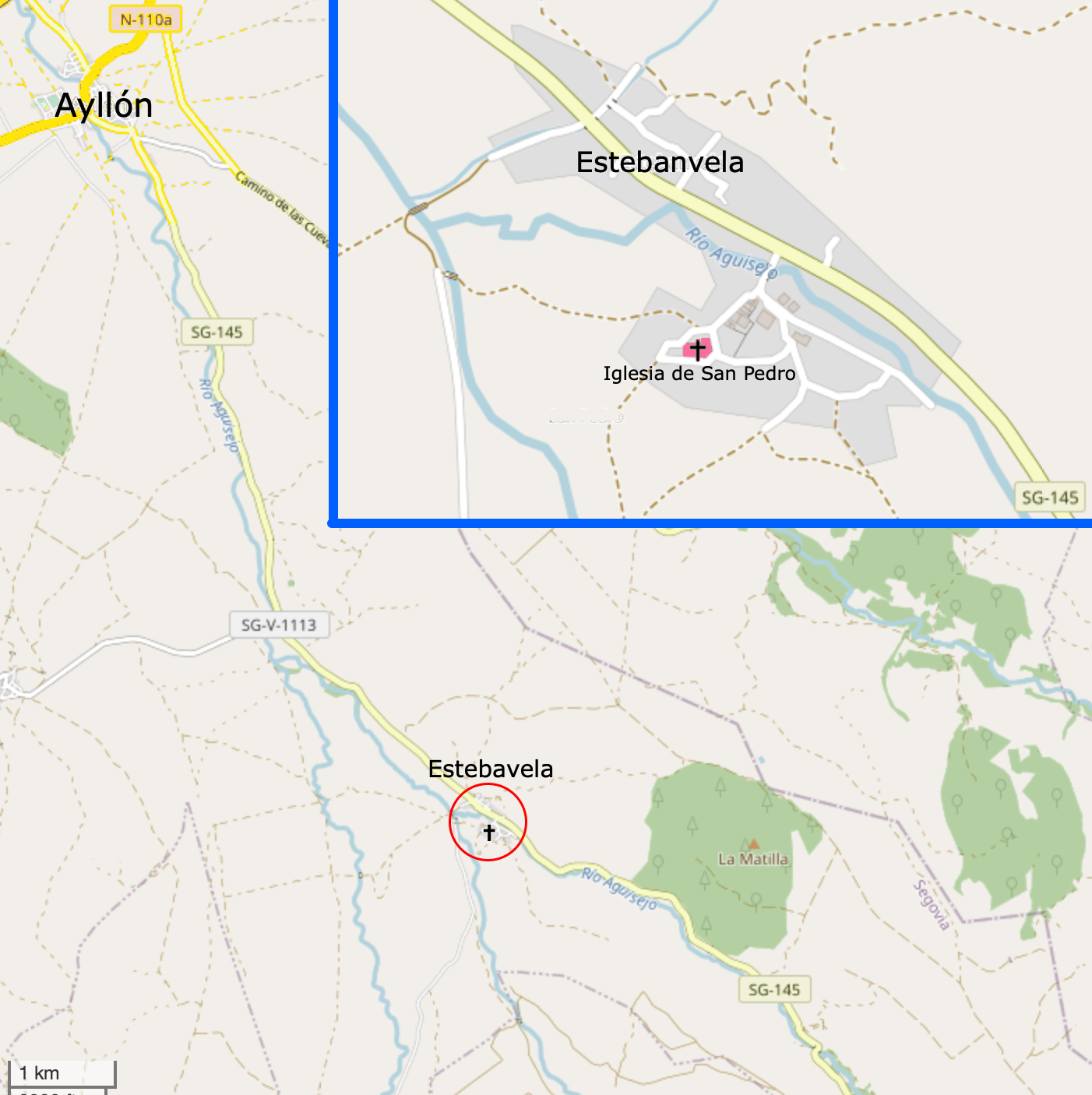
Ubicación de Estebanvela y su iglesia respecto a Ayllón

Estebanvela es una localidad española perteneciente al municipio de Ayllón, en la provincia de Segovia, comunidad autónoma de Castilla y León. Fue un municipio independiente hasta 11 de diciembre de 1970.
Pertenece a la Comunidad de Villa y Tierra que englobaba pueblos de las actuales provincia de Segovia, Soria y Guadalajara denominada Comunidad de Villa y Tierra de Ayllón.
El río Aguisejo (afluente del Riaza) cruza la localidad. al igual que la carretera SG-145, antigua C-114 (Aranda de Duero - Ayllón - Alcolea del Pinar).

## Historia
En sus cercanías se encuentra el yacimiento de "La Peña" que se localiza en la margen derecha del río Aguisejo, (descubierto en 1992) de la época del Paleolítico Superior.
También se han localizado huellas de una necrópolis visigoda, situada entre Tiermes (15 km) y Castiltierra (16 km), con distintos restos como adornos personales.
En la Edad Media, Estebanvela se repobló o fundó por el concejo de Ayllón durante la Reconquista, perteneciendo desde entonces a la Comunidad de Villa y Tierra de Ayllón, que engloba pueblos de las actuales provincia de Segovia, Soria y Guadalajara, quedando Estebanvela encuadrado dentro del Sexmo del Río de esa comunidad, nombre debido a fluir por sus poblaciones el río Grado. Perteneció hasta mediados del siglo XX a la diócesis de Sigüenza.
En 1353 formaba parte del arciprestazgo de Ayllón, y constituía una parroquia con Arahuetes (San Martín de Arahuetes).
Poco antes de 1857 le fue anejado el cercano pueblo de Francos y ambos pasarían el 11 de diciembre de 1970 a agregarse al municipio de Ayllón.
La localidad es citada antiguamente como Esteban Vela o Esteuan Vela, personaje que entronca con la familia del apellido Vela, de origen navarro - aragonés.

## Geografía humana

### Demografía
| Gráfica de evolución demográfica de Estebanvela entre 1842 y 1960 |
| |
| Población de derecho según los censos de población del INE Población de hecho según los censos de población del INEEntre el censo de 1857 y el anterior, crece el término del municipio porque se incorpora 405016 (Francos) Entre el censo de 1970 y el anterior, este municipio desaparece porque se integra en el municipio 40024 (Ayllón). |

En 1863 tenía 412 vecinos
| 89            | 77 | 80 | 101 | 98 | 81 | 87 | 78 | 68 | 68 | 79 | 81 | 77 |
| (Fuente: INE) |    |    |     |    |    |    |    |    |    |    |    |    |

Esta última tabla no incluye a Francos.

## Cultura

### Patrimonio
- Yacimiento de La Peña y su centro de interpretación en las Antiguas Escuelas, cuenta en un abrigo de roca caliza con restos arqueológicos paleolíticos de gran importancia descubiertos por un sacerdote local, Juberías, en colaboración con el Marqués de Cerralbo.[10][11][12]
- Iglesia de San Pedro, de estilo gótico de entre mediados del siglo XVI y principios del XVII. Destaca su órgano, sus retablos y su baptisterio.
- Ermita del Padre Eterno o de la Santísima Trinidad, situada en sus cercanías en dirección hacia Villacorta, junto al río Villacortilla. (41°20′06″N 3°20′50.5″O / 41.33500, -3.347361)
- Palomares tradicionales y arquitectura industrial tradicional como varios molinos hidráulicos y un conjunto de diez bodegas excavadas en la ladera del cerro en la que se asienta uno de los barrios del pueblo.
- Fábrica de harinas, en uno de los tres molinos harineros ya existente en el siglo XVIII. Es de planta rectangular en dos plantas.
- Antigua fragua comunal, en las cercanías del puente del Aguisejo, une los dos barrios de la población. Es una sola planta rectangular.
- Casas solariegas de grandes dimensiones de época barroca.[5][13]

### Fiestas
- San Pedro, el 29 de junio.
- El Corpus, es la festividad de la Octava del Corpus, el fin de semana siguiente al Corpus Christi. Cuenta con una misa, procesión, bailes, orquestas, comidas populares y juegos para niños y adultos como el torneo de chito.
- Romería del Padre Eterno, un domingo antes del Corpus. Se celebra junto a la ermita homónima, en una pradera que linda con el  río Villacortilla. Es tradición pedir buenas cosechas para el año. Es una de las romerías más importantes de la sierra de Ayllón.[5][13]

### Gastronomía
- Destacan sus distintas frutas: manzanas, peras, nueces y hortalizas.[5][13]